# El Diario
El Diario è il più antico quotidiano boliviano, fondato a La Paz nel 1904. Ha sempre mantenuto una linea editoriale conservatrice.

## Storia
Fu fondato da José Carrasco Torrico, la cui famiglia, una delle più importanti dell'aristocrazia di La Paz, è ancora oggi proprietaria della testata. Durante la dittatura di Juan José Torres El Diario fu costretto a sospendere le pubblicazioni per quasi un anno.